# René Genis
 (décembre 2015).
Si vous disposez d'ouvrages ou d'articles de référence ou si vous connaissez des sites web de qualité traitant du thème abordé ici, merci de compléter l'article en donnant les références utiles à sa vérifiabilité et en les liant à la section « Notes et références ».
René Genis, né le 26 juillet 1922 à Hué (Viêt Nam) et mort le 16 février 2004 à Paris, est un peintre et graveur français.

## Biographie
De retour d'Indochine en métropole en 1931, la famille de René Genis s'installe d'abord en Gironde, à Blaye puis à Arcachon, et enfin en 1937 à Paris.
Inscrit à l'École des arts appliqués à Paris, Genis se réfugie en 1940 avec sa famille à Bordeaux où il fréquente l'école des beaux-arts. De retour à Paris, il entre à l'École nationale des arts décoratifs où il retrouve André Brasilier, Bernard Cathelin, Paul Guiramand et Guy Bardone. Ses professeurs sont Jules Cavaillès, François Desnoyer puis Maurice Brianchon.
Il obtient, en 1950, le premier diplôme de peinture décorative (promotion Albert Marquet) dans l'atelier de Marcel Gromaire (1892-1961). Il seconde quelque temps Jean Lurçat dans la réalisation de ses cartons de tapisserie.
Dès cette époque, René Genis présente ses toiles au Salon de la Jeune Peinture, et il en reçoit le prix en 1960. Pendant une quarantaine d'années, il expose régulièrement au Salon Comparaisons dans le groupe de Maurice Boitel. Il est également membre de la Société des peintres-graveurs français.
Sociétaire du Salon d'automne, Genis acquiert bientôt une renommée internationale et ses toiles sont exposées dans des galeries de New York, Tokyo, Essen, Lausanne, Genève, Taipei, et de nombreux musées, français comme étrangers, possèdent aujourd'hui ses œuvres.
René Genis a subi l'influence du groupe de la réalité poétique avec Christian Caillard, Jules Cavaillès, Raymond Legueult, Roger Limouse, Roland Oudot, André Planson, etc. Le peintre suisse Andry reconnaît avoir été influencée par lui.
Spécialiste de la nature morte et du paysage, son art dénote une aisance et une rigueur du dessin, s'appuyant sur le talent du coloriste qui s'affirme avec délicatesse et élégance. La densité des contrastes est servie par une certaine simplification des formes et une mise en aplat des couleurs pures où éclate la lumière (Lumière du soir, Serifos, Grèce ou Le Chat dans la ruelle, Serifos, Grèce).
Cette apparente simplicité ne va pas sans une recherche qui se dévoile notamment dans les natures mortes égayées par des tapisseries, des mosaïques ou des céramiques (Le Pichet jaspé, 1973 ; Les Bols, 2000), les représentations florales (Ombelles au vase chinois, 2000 ; Bouquet et coquillages, 1990) ou bien un simple mur dans un paysage (Lumière du soir, Bandol, Provence).

## Œuvres dans les collections publiques

### En France
- Musées d'Aix-en-Provence, des Baux-de-Provence, de Besançon, de Bordeaux, de Lyon et de la ville de Paris ;
- Saint-Claude (Jura), musée de l'Abbaye : Depuis novembre 2008, un nouveau musée à , bénéficie de la donation conjointe qu'il a faite avec Guy Bardone, son ami de toujours, de la collection d'œuvres figuratives qu'il possédait. Parmi ces œuvres l'on retrouve un nombre important de ses peintures ainsi qu'un grand nombre de dessins[2] ;
- Gray (Haute-Saône), musée Baron-Martin : Le Remorqueur, huile sur toile.

### À l'étranger
- Djakarta (Indonésie), Oran (Algérie), Neuchâtel (Suisse), Sofia (Bulgarie), Tokyo (musée Yamagata).

### Ouvrages illustrés
- Roger Vercel, Remorques, Les Bibliophiles de France, 1957
- Édouard Peisson, Parti de Liverpool, Les Médecins Bibliophiles, 1961
- Jean Giraudoux, Aventures de Jérôme Bardini, Les Amis bibliophiles, 1967
- L'atelier, album de lithographies originales de Paul Aïzpiri, Guy Bardone, André Brasilier, Bernard Buffet, André Cottavoz, René Genis, Paul Guiramand, Jean Jansem, André Minaux, Gravure Matignon, 1970
- Louise de Vilmorin, Julietta suivi de Madame de. 9 lithographies, Éditions André Sauret, 1972